# Rock'n Rouge
「Rock'n Rouge／ボン・ボヤージュ」（ロックン・ルージュ／ボン・ボヤージュ）は、1984年2月1日にCBS・ソニーよりリリースされた松田聖子16枚目のシングル。規格品番：07SH 1455（レコード）

## 制作過程
「Rock'n Rouge」は松田本人が出演したカネボウ化粧品 ″レディ80BIO リップスティック・84年春のバザール″ CM曲。
作曲の呉田軽穂は、今回はABBAのようなヨーロピアン・ディスコ調の楽曲を松田に提供したいという考えがあった。それがプロデューサーサイドの「春らしい曲」というイメージと合致したため、すんなり完成に至ったという。松田自身も前作「瞳はダイアモンド」がバラードだったため、アップテンポな曲を希望していた。
作詞の松本隆は、カネボウ側から″pure pure lips″というフレーズをサビに含むという制約を課されていたため制作が難航し、締切間近に音信不通になってしまったという。結局、ベタなデートのシチュエーションを描くことで乗り切った。
没になったと思われる全く違う歌詞のデモが動画サイト等で出回っている。
カネボウのCFソングとなった関係で、資生堂提供の『夜のヒットスタジオ』では発売当初歌う事ができず、代わりにアルバム収録曲である「Canary」「ボン・ボヤージュ」を披露した（『夜ヒット』でこの曲が最初に歌われたのは発売から約2ヵ月後の1984年3月26日放送であった）。
同年の『第35回NHK紅白歌合戦』で披露された他、2019年『第70回NHK紅白歌合戦』でもメドレーの中の一曲として披露された。
オリコン発表の売上枚数は67.4万枚。

## リリース
クローバー・カセットシリーズの一環でシングル・カセット盤も発売され、オリジナル・カラオケも収録された。
1989年には8cmCDとして、2004年には紙ジャケット仕様の完全生産限定盤12cmCDとして再びリリースされている。その際、両曲のオリジナル・カラオケが追加収録された。

## 収録曲
全作詞：松本隆／作曲：呉田軽穂(松任谷由実)／編曲：松任谷正隆
1. Rock'n Rouge（4:16）
2. ボン・ボヤージュ（4:32）
  - 46thアルバム『Very Very』には続編となる「ふたりのボン・ボヤージュ」が収録された。

## カバー
Rock'n Rouge
- 1985年、林憶蓮（香港の歌手） - 「搖擺口紅」（『林憶蓮』）※歌詞は広東語
- 1988年、伊能静（台湾の歌手） - 「愛麗絲的日記」（『悲傷的茱麗葉』）※歌詞は中国語（北京語）
- 2006年、CHiYO（ネット配信）
- 2009年、DG-10（今井麻美、長谷川明子、又吉愛）（『LOVE SYNTHESIZER!』）
- 2020年、田村ゆかり（アルバム『VOICE〜声優たちが歌う松田聖子ソング〜 Female Edition』）

ボン・ボヤージュ
- 1991年、Katrina Perkins（アルバム『ROMANTIQUE』）

## 関連作品
- Rock'n Rouge　
  - Tinker Bell
  - Seiko・Town
  - Seiko-Train
  - Seiko Box
  - Seiko Monument
  - Bible
  - Bible II
  - Bible III
  - Complete Bible
  - SEIKO SUITE
  - Best of Best 27
  - Premium Diamond Bible
  - Diamond Bible
  - SEIKO STORY〜80's HITS COLLECTION〜
  - Seiko Matsuda Hit Collection Vol.2
  - We Love SEIKO -35th Anniversary 松田聖子究極オールタイムベスト50Songs-
  - Seiko Matsuda Sweet Days
- ボン・ボヤージュ
  - Touch Me, Seiko　
  - Seiko-Train
  - Complete Bible
  - SEIKO SUITE
  - Another Side of Seiko 27
  - Seiko Matsuda Sweet Days